# 翻譯蒟蒻
翻譯糕（香港曾譯“翻譯涼粉”、“翻譯機”、“翻譯魔芋”、“翻譯麵包”等，台灣曾譯“翻譯年糕”、“翻譯米糕”、“超級好吃的味噌”等，又曾譯“翻譯果凍”）是日本漫畫《多啦A夢》中的法寶之一，只要吃下就能和不同語言的使用者溝通。

## 名稱
名稱由來據推測應是日語「翻譯」（翻訳、ほんやく）讀作hon-yaku，與「蒟蒻」（蒟蒻、コンニャク）kon-nyaku音近。

## 概要
外觀看起來與一般的蒟蒻無異，是很普通的長方形，只要吃下之後就能與不同語言者對話無礙，亦可解譯文字（例：大雄與翼之勇者），甚至也能翻譯電腦的語言（例：大雄與鐵人兵團）。
不需要溝通的雙方都吃，只要其中一方吃就能有效果。
哆啦A夢經常用此來和貓、狗、古代人或外星人對話。在大長篇中因為經常有上述的角色，所以用途非常廣，也扮演著很重要的角色。時限方面雖有，但不一致。

## 口味
- 味噌口味（登場於大雄的日本誕生）
- 海苔口味（登場於2003年大山版短篇）
- 醬油口味（登場於 新大雄的日本誕生）

## 哆啦A夢大長篇中的使用情形
- 1982年：大雄的大魔境
- 1984年：大雄的魔界大冒險
- 1986年：大雄與鐵人兵團
- 1988年：大雄的平行西遊記
- 1989年：大雄的日本誕生
- 1991年：大雄的天方夜譚
- 1998年：大雄的南海大冒險
- 1999年：大雄的宇宙漂流記
- 2000年：大雄的太陽王傳說
- 2001年：大雄與翼之勇者
- 2003年：大雄與不可思議的風使者
- 2007年：大雄的新魔界大冒險
- 2010年：大雄的人魚大海戰
- 2011年：新大雄與鐵人兵團
- 2012年：大雄的奇蹟之島
- 2014年：新大雄的大魔境
- 2015年：大雄的宇宙英雄記
- 2016年：新大雄的日本誕生
- 2017年：大雄的南極冰天雪地大冒險
- 2019年：大雄的月球探測記

## 其他
Facebook網站提供貼文機器翻譯功能，其中台灣中文版稱之為「翻譯年糕」，臉書翻譯小組表示「Facebook 中文化的努力方向，是希望能更貼近台灣用戶的生活和文化，或是製造有趣的話題。」。

## 備註
1. 1 2 3  香港文化傳信漫畫舊譯名，現時香港譯名為「翻譯糕」
2. 1 2 3  香港歷紹行大山版譯名
3. ↑  香港TVB大山版譯名
4. ↑  台灣大然漫畫譯名
5. ↑  台灣華視水田版錯誤譯名
6. ↑  台灣新潮社大山版電影譯名